# Isola che non c'è
L'isola che non c'è (Peter's Never, Never, Never, Land nella prima stesura della commedia, Never, Never, Land nella commedia come venne rappresentata, Never Land nel testo pubblicato e Neverland o the Neverlands in Peter e Wendy) è un'isola immaginaria in cui agisce il personaggio di Peter Pan ideato nel 1904 da James Matthew Barrie.
Ne L'uccellino bianco, l'isola è nel lago Serpentine dei Giardini di Kensington, ma in realtà questa viene chiamata "l'isola degli uccelli". Nelle opere successive Peter afferma di abitare nell'Isola che non c'è e di tornare raramente ai Giardini di Kensington. Wendy chiede a Peter dove abiti e lui risponde "seconda stella a destra, poi dritto fino al mattino", ma altrove Peter afferma di aver detto così per impressionare la ragazza. Barrie scrive anche che è vicino alle "stelle della Via Lattea" e viene raggiunta "sempre al momento del sorgere del sole". È solo nel cartone della Disney Le avventure di Peter Pan, che viene aggiunta la "seconda stella", ripresa anche dal cantautore Edoardo Bennato in una delle sue più celebri canzoni. Nella serie a fumetti di Martin Mystère (n. 280), viene fornita una spiegazione "storica" della sua esistenza: Neverland è un quartiere di Londra, cuore dei movimenti rivoluzionari le cui idee di libertà, provenienti dalla Francia, rischiavano di diffondersi a tutta la Gran Bretagna: per tal motivo venne isolato da alte mura, tolto dalle mappe e poi dimenticato e con il passare del tempo, si trasforma nella nota patria di Peter. Le regioni più disabitate dell'outback australiano sono note da tempo come "Never Never": questa descrizione potrebbe aver influenzato Barrie, infatti per arrivare all'Isola che non c'è in Peter e Wendy i ragazzi volano per giorni interi senza sosta.
Il riferimento all'isola che non c'è viene spesso utilizzato metaforicamente per riferirsi a un'utopia o a un ideale, implicando che chi ne nega la realizzabilità manca di immaginazione. Un uso più sofisticato di tale termine è quello che implica la positività della cerca di quell'utopia o quell'ideale, senza però illudersi che questo sia pienamente raggiungibile nel mondo reale.
Due esempi di questa locuzione nella cultura popolare sono la residenza di Michael Jackson, il Neverland Ranch e Star Trek VI - Rotta verso l'ignoto, dove "isola che non c'è" si riferisce al trattato di pace fra umani e klingon (nel quale molti "reazionari" da entrambe le parti si rifiutavano di credere).